# Dietrich Tönnis
Dietrich Tönnis (* 10. August 1927 in Würzburg; † 21. August 2010 in Dortmund) war ein deutscher Kinderorthopäde. Sein Spezialgebiet war die (angeborene) Hüftluxation.

## Leben
Dietrich Tönnis war Sohn der in Chile geborenen Herma Tönnis (geborene Köster, 1903–1997) und des Neurochirurgie-Professors Wilhelm Tönnis. Er wuchs in Berlin-Schmargendorf und Bochum-Langendreer auf. Von 1947 bis 1953 studierte er Medizin an den Universitäten von Münster, Freiburg, Köln und München. Seine Promotion zum Dr. med. erfolgte 1952 mit der Dissertation Bestehen bei der Milch- und Zuckerunverträglichkeit des Resektionsmagens Beziehungen zwischen Azidität und Blutzuckerbelastungskurve? an der Universität zu Köln. Nach dem medizinischen Staatsexamen in München verbrachte er mithilfe der Ventnor Foundation eine einjährige Internship in New Jersey. 1966 habilitierte er sich an der Freien Universität Berlin und wurde 1972 außerplanmäßiger Professor an der Universität Münster.
Von 1958 bis 1960 war Tönnis Assistent der Unfallchirurgischen Berufsgenossenschaftlichen Universitätsklinikum Bergmannsheil, Bochum, setzte dann bis 1968 Assistent und Oberarzt der Orthopädischen Universitätsklinik der FU Berlin fort. bevor er von 1968–1970 als Oberarzt der Orthopädischen Universitätsklinik München-Harlaching tätig war. Von 1970 bis 1992 war er Leitender Arzt der Orthopädischen Klinik der Städtischen Kliniken Dortmund, machte dann 1974–1975 ein Internship am Monmouth Memorial Hospital in Long Branch, New Jersey, arbeitete 1976 am Physiologischen Institut der Universität Köln und 1977 als Assistent der Neurologischen Klinik der Universität zu Köln.
Zur Korrektur einer Hüftdysplasie entwickelte Dietrich Tönnis eine „Dreifach-Osteotomie“ des Beckens, durch die die Hüftpfanne ("Acetabulum") in eine mechanisch optimierte Position geschwenkt werden kann.
Dietrich Tönnis war evangelisch und ab 1963 mit Margret Tönnis, geborene Beckmann, verheiratet. Aus der Ehe gingen die Kinder Anja, Delia und Nora hervor.

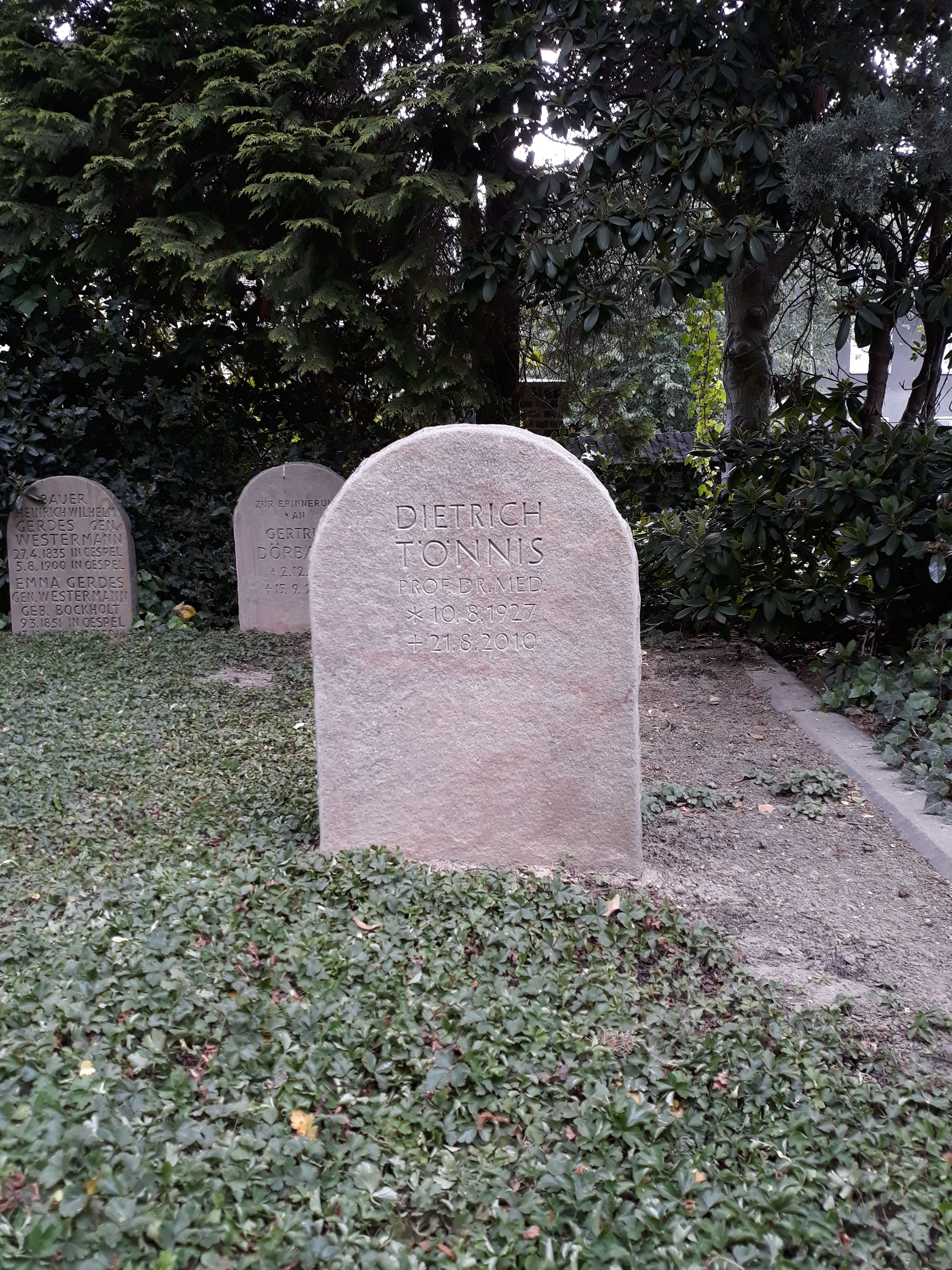
Das Grab von Dietrich Tönnis im Familiengrab Tönnis auf dem Friedhof Dortmund-Oespel.

## Auszeichnungen
- Ehrenmitglied der Tschechischen, Österreichischen, Deutschen Gesellschaft für Orthopädie und Traumatologie
- 1963 Linninger Preis der Deutschen Gesellschaft für Unfallheilkunde
- 1975 Ehrenmitglied der Nordwestdeutsche Vereinigung für Orthopädie
- 1999 Ehrenmitglied der European Pediatric Orthopädic Society
- 1996 Ehrenmedaille der Vereinigung für Kinderorthopädie
- 2007 Pro maximis meritis Medaille der EPOS

## Publikationen
- Rückenmarkstrauma und Mangeldurchblutung.
- Die angeborene Hüftdysplasie und Hüftluxation. Heidelberg 1984.
- Congenital Dysplasia and Dislocation of the Hip in Children and Adults. Heidelberg 1987.
- als Co-Autor: Triple Pelvic Osteotomy. In: J. Pediatr. Orthop. Part B, 3, 1994, S. 54–67.
- Lateral Acetabular Osteotomy. In: Pediatr. Orthop. Part B, 3, 1994, S. 40–46.
- Triple Pelvic Osteotomy. In: Macnicol (Hrsg.): Color Atlas of Osteotomy of the Hip. Mosby Wolfe, 1996, S. 42–50.
- mit Heinecke: Verringerte Pfannenanteversion und Schenkelhalsantetorsion verursachen Schmerz und Arthrose.
  - Teil 1: Statistik und klinische Folgen. In: Z. Orthop. Band 137, 1999, S. 153–159.
  - Teil 2: Ätiologie, Diagnostik, Therapie. In: Z. Orthop. 137, 1999, S. 160–167.
- mit Heinecke: Current Concepts Review: Acetabular and Femoral Anteversion. Relationship with Osteoarthritis of the Hip. In: J. Bone Joint Surg. Band 81 A, Nr. 12, 1999, S. 1747–1770.